# Gunung Simpangbadak
Gunung Simpangbadak är ett berg i Indonesien.   Det ligger i provinsen Aceh, i den västra delen av landet, 1 600 km nordväst om huvudstaden Jakarta. Toppen på Gunung Simpangbadak är 890 meter över havet, eller 439 meter över den omgivande terrängen. Bredden vid basen är 3,9 km.
Terrängen runt Gunung Simpangbadak är kuperad österut, men västerut är den bergig.Runt Gunung Simpangbadak är det ganska glesbefolkat, med 43 invånare per kvadratkilometer. I omgivningarna runt Gunung Simpangbadak växer i huvudsak städsegrön lövskog.